# Роматизи (Катанцаро)
Роматизи је насеље у Италији у округу Катанцаро, региону Калабрија.
Према процени из 2011. у насељу је живело 178 становника. Насеље се налази на надморској висини од 93 м.